# Álvaro Aguado
Álvaro Aguado Méndez (Jaén, 1º maggio 1996) è un calciatore spagnolo, centrocampista svincolato.

## Caratteristiche tecniche
È un centrocampista offenisvo.

## Carriera
Nato a Jaén in Andalusia, è cresciuto nel settore giovanile di Real Jaén, Villarreal e Levante prima di firmare un contratto di un anno contro l'Ontinyent il 27 agosto 2015. Ha esordito il 15 novembre seguente dispuptando da titolare l'incontro perso 4-1 contro il Borriol. Il 26 luglio seguente si è trasferito in Segunda División B al Real Jaén, club dove aveva militato da ragazzino.
Il 15 luglio 2017 dopo la retrocessione del club si è trasferito al Córdoba venendo immediatamente assegnato alla seconda squadra. Nel mese di dicembre è stato promosso ed ha esordito disputando l'incontro di Segunda División perso 5-0 contro il Reus. Il 2 giugno 2018 ha segnato la sua prima rete fra i professionisti, utile a fissare il punteggio sul definitivo 3-0 contro lo Sporting Gijón.
Il 2 ottobre ha rinnovato il proprio contratto fino al 2022 ma nel gennaio successivo ha firmato per 4 anni e mezzo con il Real Valladolid, che lo ha lasciato in prestito al club biancoverde fino al termine della stagione.
Rientrato ai Blanquivioletas per la stagione 2019-2020, non è stato tuttavia utilizzato nella prima parte di stagione, debuttando solo il 18 dicembre in occasione dell'incontro di Coppa del Re contro il Tolosa CF vinto 3-0 grazie a due sue reti. Dopo essere stato impiegato anche nel turno seguente, il 22 gennaio 2020 è stato ceduto in prestito al Numancia fino a giugno dove però ha trovato poco spazio fra i titolari. Il 1º ottobre 2020 è stato ceduto nuovamente in prestito, questa volta al Fuenlabrada.

## Statistiche
Statistiche aggiornate al 5 ottobre 2020.

### Presenze e reti nei club
| Stagione        | Squadra         | Campionato      | Campionato | Campionato | Coppe nazionali | Coppe nazionali | Coppe nazionali | Coppe continentali | Coppe continentali | Coppe continentali | Altre coppe | Altre coppe | Altre coppe | Totale | Totale | Totale |
| Stagione        | Squadra         | Comp            | Pres       | Reti       | Comp            | Pres            | Reti            | Comp               | Pres               | Reti               | Comp        | Pres        | Reti        | Pres   | Reti   |        |
| --------------- | --------------- | --------------- | ---------- | ---------- | --------------- | --------------- | --------------- | ------------------ | ------------------ | ------------------ | ----------- | ----------- | ----------- | ------ | ------ | ------ |
| 2015-2016       | Ontinyent       | TD              | 15         | 0          |                 | -               | -               |                    | -                  | -                  |             | -           | -           | 15     | 0      |        |
| 2016-2017       | Real Jaén       | SDB             | 19         | 1          |                 | -               | -               |                    | -                  | -                  |             | -           | -           | 19     | 1      |        |
| 2017-2018       | Córdoba B       | SDB             | 19         | 3          |                 | -               | -               |                    | -                  | -                  |             | -           | -           | 19     | 3      |        |
| 2017-2018       | Córdoba         | SD              | 16         | 1          | CR              | 0               | 0               |                    | -                  | -                  |             | -           | -           | 16     | 1      |        |
| 2018-2019       | Córdoba         | SD              | 25         | 1          | CR              | 1               | 0               |                    | -                  | -                  |             | -           | -           | 26     | 1      |        |
| Totale Córdoba  | Totale Córdoba  | Totale Córdoba  | 41         | 2          |                 | 1               | 0               |                    | -                  | -                  |             | 1           | 0           | 42     | 1      |        |
| 2019-gen. 2020  | Real Valladolid | PD              | 0          | 0          | CR              | 2               | 2               |                    | -                  | -                  |             | -           | -           | 2      | 2      |        |
| gen.-giu. 2020  | Numancia        | SD              | 8          | 0          | CR              | 0               | 0               |                    | -                  | -                  |             | -           | -           | 8      | 0      |        |
| 2020-2021       | Fuenlabrada     | SD              | 1          | 0          | CR              | 0               | 0               |                    | -                  | -                  |             | -           | -           | 1      | 0      |        |
| Totale carriera | Totale carriera | Totale carriera | 103        | 6          |                 | 3               | 2               |                    | -                  | -                  |             | 1           | 0           | 106    | 8      |        |